# Cannonball Adderley
Julian Edwin Adderley, conhecido por Cannonball Adderley (Tampa, Flórida, 15 de setembro de 1928 - Gary, 8 de agosto de 1975), foi um saxofonista de jazz norte-americano.

## Biografia
Cannonball Adderley nasceu em 25 de setembro de 1928 em Tampa, Florida. Conhecido pelo seu suingue e pelas improvisações de sax-alto, Cannonball Adderley foi uma figura central do jazz moderno, seja participando dos históricos combos de Miles Davis, seja nos grupos que ele co-liderou com seu irmão, o trompetista Nat Adderley.
O talento de Adderley chamou a atenção de Davis, que o incluiu em seus sextetos, os quais já contavam com estrelas como John Coltrane, Red Garland, Paul Chambers e Philly Joe Jones. Ficou com Miles de 1957 a 1959. Esse poderoso e criativo combo gravou discos que se tornaram clássicos, pelo selo Columbia e entre eles estão “Milestones” e “Monk And Miles At Newport”. Em 1959, Adderley participou do lendário disco de Davis, “Kind of Blue” e Davis co-estrelou como sideman o excelente disco de Adderley pela Blue Note, “Something Else”. Adderley gravou com um grande número de grandes personalidades do jazz, como John Coltrane, Bill Evans, Milt Jackson e Nancy Wilson.

Em 1959, forma outro quinteto e durante os próximos 16 anos vai colecionando sucessos com quintetos ou sextetos por onde passaram músicos como Yusef Lateef, Charles Lloyd, Barry Harris, Victor Feldman, Joe Zawinul, George Duke, Hal Galper, Sam Jones e Louis Hayes.
Através dos combos montados junto com seu irmão, Cannonball continuou pesquisando e aproximando a música africana com o jazz. Vários de seus sidemen, como Charles Lloyd, George Duke, Louis Hayes e Joe Zawinul se transformaram em jazzistas de alto nível. A inclusão de Zawinul foi importante porque ele em 1963 que após o sucesso do soul-jazz de "Mercy, Mercy, Mercy" alterou o contexto do jazz com a introdução de um piano elétrico.

Adderley por outro lado ficou conhecido por composições como "Jive Samba" e "The Country Preacher". A maioria dos seus trabalhos como líder estão gravados nos selos Riverside e Capitol. Cannonball morreu de ataque cardíaco quando se apresentava em Gary, Indiana, a 8 de agosto de 1975.

## Discografia
- Somethin' Else (1958) - com Miles Davis, Hank Jones, Sam Jones, e Art Blakey
- Things Are Getting Better (1958)
- Cannonball Adderley Quintet in Chicago (1959) - com John Coltrane
- Quintet in San Francisco (1959)
- Cannonball and Coltrane (1959)
- At the Lighthouse (1960)
- Them Dirty Blues (1960)
- Know What I Mean? (1961) - com Bill Evans
- African Waltz (1961)
- The Quintet Plus (1961)
- Nancy Wilson/Cannonball Adderley (1961)
- In New York (1962)
- Cannonball's Bossa Nova (1962)
- Jazz Workshop Revisited (1963)
- Nippon Soul (1963)
- Fiddler on the Roof (1964)
- Domination (1965) - Orchestrated and arranged by Oliver Nelson
- Mercy, Mercy, Mercy! Live at 'The Club' (1966)
- Why Am I Treated So Bad! (1967)
- 74 Miles Away (1967)
- Radio Nights (1967)
- Accent On Africa (1968)
- Country Preacher (1969)
- The Price You Got to Pay to Be Free (1970)
- The Black Messiah (Live) (1972)
- Inside Straight (1973)
- Pyramid (1974)
- Phenix (1975)

com Miles Davis
- Milestones (1958)
- Miles & Monk at Newport (1958) (Monk performance is separate from Davis and Adderley performance)
- Jazz at the Plaza (1958)
- Porgy and Bess (1958)
- Kind of Blue (1959)